# Barry Pickering
Barry Pickering (ur. 12 grudnia 1956 w Nowej Zelandii) – nowozelandzki piłkarz, reprezentant kraju.
Karierę reprezentacyjną rozpoczął w 1978. W 1982 został powołany przez trenera Johna Adsheada na Mistrzostwa Świata 1982, gdzie reprezentacja Nowej Zelandii odpadła w fazie grupowej. Karierę zakończył w 1984, a w reprezentacji zagrał w 11 spotkaniach.
W 2023 otrzymał Nowozelandzki Order Zasługi V klasy.